# Viaduc d’Austerlitz
Der Viaduc d’Austerlitz ist eine Brücke der Linie 5 der Pariser Métro über die Seine.

## Geschichte
Am 2. Juni 1906 wurde die Linie 5 der Pariser Métro von der Station Place d’Italie zum Bahnhof Gare d’Orléans (heute: Gare d’Austerlitz) am linken Seineufer eröffnet. Die Brücke über den Fluss wurde zwischen November 1903 und Dezember 1904 von der Société de Construction de Levallois-Perret erstellt. Am 14. Juli 1906 ging die Verlängerung der Linie 5 zur rechts der Seine gelegenen Station Place Manzas (seit 1916: Quai de la Rapée) in Betrieb.

## Bauweise und Lage
Der Viaduc d’Austerlitz ist eine stählerne Bogenbrücke mit einer lichten Weite von 140 m, er übertraf den 1900 vollendeten Pont Alexandre III um 32,50 m. Um den – wegen der nahen Häfen Port de l’Arsenal und Port de la Rapée sowie der Lagerhäuser von Bercy umfangreichen – Schiffsverkehr nicht zu behindern, wurde auf Flusspfeiler verzichtet. Verantwortlicher Ingenieur für den Bau war Louis Biette. Die Entwürfe für die Verzierungen stammen von Jean Camille Formigé, ausgeführt hat die Skulpturen der Bildhauer Gustave Michel. Neben Fischen finden auch maritime Symbole wie Anker, Ruder und Dreizacke Verwendung.
Die beiden parabelförmigen Bögen sind 31 m hoch. Sie sind als Dreigelenkbögen ausgeführt und weisen am höchsten Punkt sowie auf beiden Seiten in Ufernähe Gelenke auf. Die 11 m über dem Wasserspiegel liegende Brückendecke wird im zentralen Abschnitt von sechzehn vertikalen Hängern gehalten. Zur Stabilisierung in Querrichtung dienen sich kreuzende diagonale Querstreben. Die Widerlager ruhen auf 22 m langen und 18 m breiten, gemauerten Sockeln, die darauf errichteten Pylone (jeweils zwei) sind 15 m hoch. Zwischen den Geländern ist die Brücke 8,50 m breit. Die Gleise sind ohne Schotter verlegt.
Für den Bau der Brücke wurde ein hölzernes Gerüst mit mehreren Pfeilern errichtet. Darauf wurden zunächst die Brückendecke und anschließend die Bögen gebaut. Der Abbau des Gerüsts erfolgte Mitte 1905. 1936 wurde die Brücke verstärkt, um die Überfahrt schwererer Metrozüge zu ermöglichen. Im Zuge von Instandsetzungsarbeiten wurde im Juli und August 2013 der Bahnverkehr unterbrochen.
Im Juni 1986 wurde das Bauwerk unter Denkmalschutz gestellt und zum Monument historique erklärt. Seit dem 18. Januar 2000 ist es während der Betriebszeiten der Métro nachts beleuchtet.

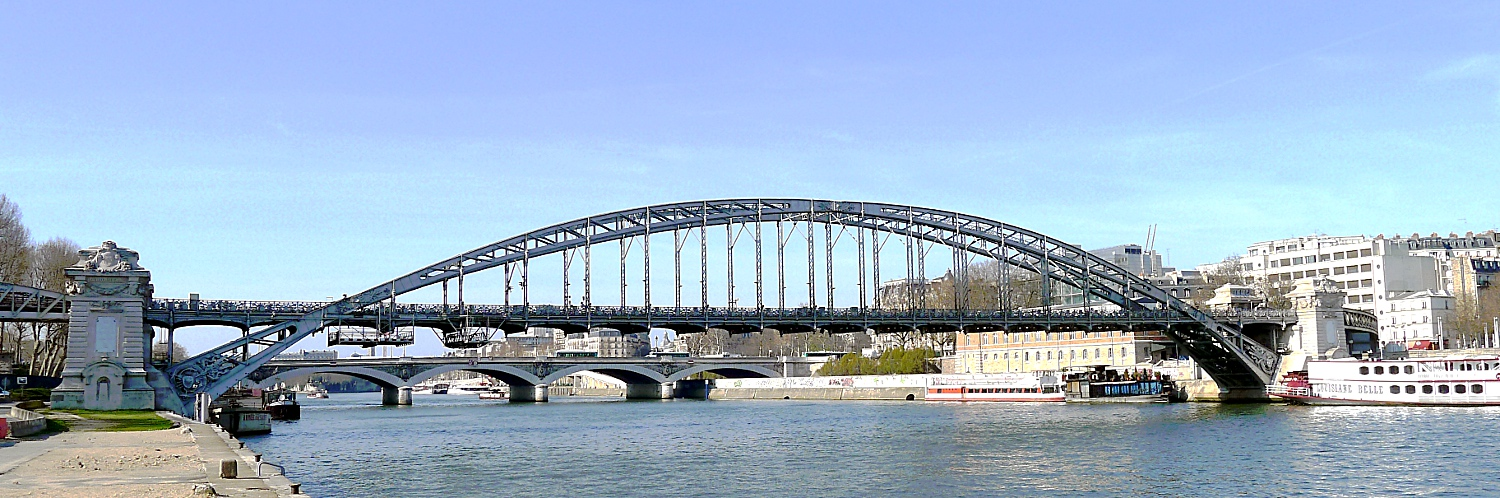
Der Viaduc d’Austerlitz vom Quai d’Austerlitz gesehen, im Hintergrund die Straßenbrücke Pont d’Austerlitz

Im Bereich der Station Gare d’Austerlitz links der Seine ist die Métrolinie 5 als Hochbahn niveaugleich mit dem Viaduc d’Austerlitz geführt.
Auf der rechten Flussseite schließt sich der Viaduc du Quai de la Rapée an. Auf diesem führt die Strecke in einer engen Kurve von etwa 90 Grad und einem Radius von 75 m unter der Zufahrt zur flussabwärts gelegenen Straßenbrücke Pont d’Austerlitz hindurch zur ebenerdig gelegenen Station Quai de la Rapée. Der Viaduc du Quai de la Rapée wurde 1903 von Daydé & Pillé gebaut, er weist einen kontinuierlich gekrümmten Grundriss anstelle der bis dahin üblichen, aus geraden Bauteilen zusammengesetzten polygonalen Strukturen auf. Er ist aus zwei Jochen zusammengesetzt, die 40,35 m bzw. 34,05 m lang sind. Mit einer Steigung von 40 ‰ gilt er als der schwierigste Abschnitt im Netz der Métro.

## Trivia
In Jacques Tardis Kriminalcomic Brouillard au pont de Tolbiac (dt.: Die Brücke im Nebel) nach einer Romanvorlage von Léo Malet wird ein Gegenspieler der Hauptfigur Nestor Burma auf dem Viaduc d’Austerlitz von einem Métrozug der Bauart Sprague-Thomson überfahren.